# Nati nel 1932/Luglio
| Questa pagina contiene informazioni ricavate automaticamente dalle voci biografiche con l'ausilio del template Bio e di un bot. L'aggiornamento è periodico e automatico e ricostruisce completamente la pagina. Se manca una persona in questa lista, sei pregato di non aggiungerla, ma accertati piuttosto che la sua voce biografica contenga il template Bio e che i dati anagrafici siano correttamente compilati. Se il template Bio manca, inseriscilo tu stesso o, in alternativa, metti l'avviso {{tmp\|Bio}} che ne segnala la mancanza. Se i dati riportati sono sbagliati, correggi direttamente la voce biografica; le modifiche saranno visibili in questa lista entro pochi giorni. Per chiarimenti vedi il progetto biografie. La lista contiene solo le 194 persone che sono citate nell'enciclopedia e per le quali è stato implementato correttamente il template Bio. Pagina aggiornata al 18 ago 2025. |

- 1º luglio - Sonny Caldinez, attore trinidadiano († 2022)
- 1º luglio - Luciano Cresci, ingegnere e scrittore italiano († 2022)
- 1º luglio - Adam Harasiewicz, pianista polacco
- 1º luglio - Branko Miletić, ex cestista jugoslavo
- 2 luglio - Paulino Bernabé, liutaio spagnolo († 2007)
- 2 luglio - Reno Bromuro, poeta, scrittore e attore italiano († 2009)
- 2 luglio - Kenneth McMillan, attore statunitense († 1989)
- 2 luglio - Leopol'd Mitrofanov, compositore di scacchi russo († 1992)
- 2 luglio - Michelangelo Notarianni, giornalista e politico italiano († 1998)
- 2 luglio - Dave Thomas, imprenditore statunitense († 2002)
- 2 luglio - Michele Zolla, politico e funzionario italiano († 2024)
- 3 luglio - Antonino Catalano, ciclista su strada italiano († 1987)
- 3 luglio - Tito Del Bianco, tenore e musicologo italiano († 2020)
- 3 luglio - Riccardo Galuppo, pittore italiano († 2014)
- 3 luglio - Josef Musil, pallavolista cecoslovacco († 2017)
- 3 luglio - Aldo Pagani, musicista, compositore e produttore discografico italiano († 2019)
- 3 luglio - Sergio Salvi, scrittore e poeta italiano († 2023)
- 3 luglio - Alexander Schalck-Golodkowski, politico tedesco orientale († 2015)
- 4 luglio - Angelo Buratti, allenatore di calcio e calciatore italiano († 2017)
- 4 luglio - Frank Butler, pallanuotista sudafricano († 2015)
- 4 luglio - Giuliano Carnimeo, regista e sceneggiatore italiano († 2016)
- 4 luglio - Enrique Congrains Martín, scrittore peruviano († 2009)
- 4 luglio - Hamid Reza Pahlavi, principe iraniano († 1992)
- 4 luglio - Antonio Rubbi, politico italiano
- 5 luglio - Philippe Erulin, ufficiale francese († 1979)
- 5 luglio - Jim Gaughran, pallanuotista statunitense
- 5 luglio - Gyula Horn, politico ungherese († 2013)
- 5 luglio - Billy Laughlin, attore statunitense († 1948)
- 5 luglio - Carlo Scaccabarozzi, calciatore italiano († 2015)
- 6 luglio - Deborah Turbeville, fotografa statunitense († 2013)
- 6 luglio - Sergio Focardi, fisico italiano († 2013)
- 6 luglio - Herman Hertzberger, architetto olandese
- 6 luglio - Jurij Larionov, cestista sovietico († 2008)
- 6 luglio - Antonio Pagliaro, giurista italiano († 2023)
- 7 luglio - Giuseppe Corradi, calciatore e allenatore di calcio italiano († 2002)
- 7 luglio - Krăstina G'oševa, cestista bulgara († 2020)
- 7 luglio - Eileen Lemass, politica irlandese
- 7 luglio - Tom Nissalke, allenatore di pallacanestro statunitense († 2019)
- 7 luglio - Joe Zawinul, tastierista e pianista austriaco († 2007)
- 8 luglio - Germana Calderini, doppiatrice italiana
- 8 luglio - Barbara Loden, attrice, sceneggiatrice e regista statunitense († 1980)
- 8 luglio - Franca Raimondi, cantante italiana († 1988)
- 8 luglio - Karl Josef Romer, vescovo cattolico svizzero
- 8 luglio - Jerry Vale, cantante statunitense († 2014)
- 8 luglio - Alcide Vecchi, politico italiano
- 9 luglio - Lucia Modugno, attrice, regista teatrale e scrittrice italiana
- 9 luglio - Donald Rumsfeld, politico, militare e diplomatico statunitense († 2021)
- 9 luglio - Luigi Turolla, regista italiano († 2023)
- 9 luglio - Giacomo Zani, direttore d'orchestra e musicologo italiano († 2021)
- 10 luglio - Carlo Mario Abate, pilota automobilistico italiano († 2019)
- 10 luglio - Neile Adams, attrice e ballerina filippina
- 10 luglio - Jürgen Becker, poeta e scrittore tedesco († 2024)
- 10 luglio - János Bódy, ex pentatleta ungherese
- 10 luglio - Anita Laurenzi, attrice italiana († 1998)
- 10 luglio - Wim Mook, fisico olandese († 2016)
- 10 luglio - Manfred Preußger, ex astista tedesco
- 10 luglio - Antonio Somma, politico italiano († 2012)
- 11 luglio - Marjan Berk, scrittrice e attrice olandese
- 11 luglio - Pietro Ghilarducci, giornalista e scrittore italiano († 2010)
- 11 luglio - Hans van Manen, ballerino, coreografo e fotografo olandese
- 11 luglio - Antonio Papasso, incisore e pittore italiano († 2014)
- 11 luglio - Virgilio Scapin, scrittore e attore italiano († 2006)
- 11 luglio - Ron Stewart, allenatore di hockey su ghiaccio e hockeista su ghiaccio canadese († 2012)
- 11 luglio - Jean-Guy Talbot, hockeista su ghiaccio e allenatore di hockey su ghiaccio canadese († 2024)
- 12 luglio - Sergio Caprari, pugile italiano († 2015)
- 12 luglio - Grazia Daddario, attrice italiana
- 12 luglio - Otis Davis, velocista statunitense († 2024)
- 12 luglio - Rene Goulet, wrestler canadese († 2019)
- 12 luglio - Carlo Nicolo, ex ciclista su strada italiano
- 12 luglio - Yasutomi Nishizuka, biochimico giapponese († 2004)
- 12 luglio - Luciano Rispoli, conduttore televisivo, autore televisivo e conduttore radiofonico italiano († 2016)
- 12 luglio - Gaetano Scelba, giornalista e funzionario italiano († 2011)
- 12 luglio - Eddy Wally, cantante belga († 2016)
- 13 luglio - Arvo Aalto, politico finlandese († 2025)
- 13 luglio - Arnaldo Cavallari, pilota automobilistico e cuoco italiano († 2016)
- 13 luglio - Gian Luigi Gessa, psichiatra e farmacologo italiano
- 13 luglio - Dana Ghia, attrice e cantante italiana († 2024)
- 13 luglio - Per Nørgård, compositore danese († 2025)
- 13 luglio - Hubert Reeves, astrofisico, ambientalista e divulgatore scientifico canadese († 2023)
- 13 luglio - Antonio Roma, calciatore argentino († 2013)
- 13 luglio - Giorgio Stivanello, calciatore italiano († 2010)
- 14 luglio - Margarita di Baden, principessa tedesca († 2013)
- 14 luglio - Anatolij Isaev, calciatore sovietico († 2016)
- 14 luglio - Helga Liné, attrice, ex ballerina e circense tedesca
- 14 luglio - Michael Mallett, storico inglese († 2008)
- 14 luglio - Riccardo Misasi, politico italiano († 2000)
- 14 luglio - Del Reeves, cantautore statunitense († 2007)
- 14 luglio - Guido Vincenzi, allenatore di calcio e calciatore italiano († 1997)
- 15 luglio - Giuseppe Ferrara, regista, sceneggiatore e critico cinematografico italiano († 2016)
- 15 luglio - Charles H. Kraft, antropologo e linguista statunitense
- 15 luglio - Eddie Machen, pugile statunitense († 1972)
- 15 luglio - Giovanna Pala, attrice italiana
- 15 luglio - Nina Van Pallandt, attrice e cantante danese
- 16 luglio - Gary Bergen, cestista statunitense († 2010)
- 16 luglio - Hédi Bouraoui, poeta e scrittore tunisino
- 16 luglio - Sammy Chung, calciatore e allenatore di calcio inglese († 2022)
- 16 luglio - Giulia Daneo Lorimer, musicista, violinista e cantante italiana († 2021)
- 16 luglio - José Antonio Echeverría, rivoluzionario cubano († 1957)
- 16 luglio - William Goering, schermidore statunitense († 2005)
- 16 luglio - Christopher Koch, scrittore australiano († 2013)
- 16 luglio - Max McGee, giocatore di football americano statunitense († 2007)
- 16 luglio - Oleg Protopopov, pattinatore artistico su ghiaccio sovietico († 2023)
- 16 luglio - Dick Thornburgh, politico e avvocato statunitense († 2020)
- 17 luglio - Alfio Caltabiano, attore, regista e sceneggiatore italiano († 2007)
- 17 luglio - Niccolò Castiglioni, compositore e pianista italiano († 1996)
- 17 luglio - Giorgio Ghezzi, politico italiano († 2005)
- 17 luglio - Red Kerr, cestista e allenatore di pallacanestro statunitense († 2009)
- 17 luglio - Wojciech Kilar, compositore polacco († 2013)
- 17 luglio - Quino, fumettista argentino († 2020)
- 17 luglio - Slick Leonard, cestista, allenatore di pallacanestro e dirigente sportivo statunitense († 2021)
- 17 luglio - Odette Prévost, religiosa francese († 1995)
- 17 luglio - Colin Webster, calciatore gallese († 2001)
- 18 luglio - Luigi Chinazzo, lottatore italiano († 2000)
- 18 luglio - Armando Dini, arcivescovo cattolico italiano
- 18 luglio - Evgenij Aleksandrovič Evtušenko, poeta e romanziere russo († 2017)
- 18 luglio - Battista Rota, allenatore di calcio e calciatore italiano († 2018)
- 19 luglio - Charlie Aitken, calciatore scozzese († 2008)
- 19 luglio - Mario Condorelli, medico e politico italiano († 2011)
- 19 luglio - Erró, pittore islandese
- 19 luglio - Carlo Invernizzi, poeta, avvocato e scrittore italiano († 2018)
- 20 luglio - Adriano Alpago-Novello, storico dell'architettura e architetto italiano († 2005)
- 20 luglio - Dick Giordano, fumettista, disegnatore e curatore editoriale statunitense († 2010)
- 20 luglio - Giovanni Jona-Lasinio, fisico italiano
- 20 luglio - Nam June Paik, artista statunitense († 2006)
- 20 luglio - Freddy Kottulinsky, pilota di rally svedese († 2010)
- 20 luglio - Francesco Patriarca, politico italiano († 2007)
- 20 luglio - Dan Rooney, diplomatico e dirigente sportivo statunitense († 2017)
- 20 luglio - Norma Santini, ex schermitrice venezuelana
- 20 luglio - Otto Schily, avvocato e politico tedesco
- 20 luglio - Stanislav Viktorovič Čaplin, regista sovietico († 2013)
- 21 luglio - Eero Aarnio, designer finlandese
- 21 luglio - Giovanni Busino, sociologo italiano († 2022)
- 21 luglio - Carlo Alberto Ciocci, politico italiano († 2007)
- 21 luglio - Giacomo Gambetti, critico cinematografico italiano († 2024)
- 21 luglio - Norman Geisler, filosofo e teologo statunitense († 2019)
- 21 luglio - John W. Huffman, chimico statunitense († 2022)
- 21 luglio - Michele Jamiolkowski, ingegnere e geologo polacco († 2023)
- 22 luglio - Vok Alberda, ex cestista olandese
- 22 luglio - Henri Crick, ex cestista belga
- 22 luglio - Nino Randazzo, politico italiano († 2019)
- 22 luglio - Oscar de la Renta, stilista dominicano († 2014)
- 22 luglio - Tom Robbins, scrittore statunitense († 2025)
- 22 luglio - Megan Terry, drammaturga e sceneggiatrice statunitense († 2023)
- 23 luglio - Jorge Arvizu, attore e doppiatore messicano († 2014)
- 23 luglio - Anatolij Kuznecov, compositore di scacchi russo († 2000)
- 23 luglio - Franca Lumachi, attrice e doppiatrice italiana († 2024)
- 23 luglio - Rolf Mägerli, ex calciatore svizzero
- 23 luglio - Aldo Perni, ex calciatore italiano
- 23 luglio - Giuseppe Pomati, calciatore italiano († 1992)
- 24 luglio - Giuseppe Candurra, calciatore italiano († 2020)
- 24 luglio - Achille Canna, ex cestista italiano
- 24 luglio - Franz Schmedt, giornalista tedesco († 2022)
- 24 luglio - Gustav Andreas Tammann, astronomo tedesco († 2019)
- 25 luglio - Luigi Berlinguer, giurista e politico italiano († 2023)
- 25 luglio - Alexandrina Găinușe, politica rumena († 2012)
- 25 luglio - Jytte Hansen, nuotatrice danese († 2015)
- 25 luglio - Luigi Lai, musicista italiano
- 25 luglio - Tadeusz Pacuła, cestista polacco († 1984)
- 25 luglio - Juan Octavio Prenz, scrittore, poeta e filologo argentino († 2019)
- 25 luglio - Eero Salonen, cestista finlandese († 2006)
- 25 luglio - Paul Joseph Weitz, astronauta statunitense († 2017)
- 26 luglio - Vasco de Almeida e Costa, ammiraglio e politico portoghese († 2010)
- 26 luglio - Zvonimir Janko, matematico croato († 2022)
- 26 luglio - Neil McCarthy, attore britannico († 1985)
- 26 luglio - James Francis Stafford, cardinale e arcivescovo cattolico statunitense
- 27 luglio - Forest Able, ex cestista statunitense
- 27 luglio - David Blair, danzatore britannico († 1976)
- 27 luglio - Beverly Byron, politica statunitense († 2025)
- 27 luglio - Giuseppe De Rita, sociologo italiano
- 27 luglio - Pier Luigi Del Bene, calciatore italiano († 2021)
- 27 luglio - Bob Templeton, rugbista a 15, allenatore di rugby a 15 e dirigente sportivo australiano († 1999)
- 27 luglio - Gennaro Valeri, politico italiano († 2005)
- 28 luglio - Huzihiro Araki, fisico e matematico giapponese († 2022)
- 28 luglio - Kirk Cooper, velista bermudiano († 2018)
- 28 luglio - Willard Ikola, hockeista su ghiaccio statunitense († 2025)
- 28 luglio - Jacob Neusner, storico e teologo statunitense († 2016)
- 28 luglio - Gaetano Salvatore, medico italiano († 1997)
- 29 luglio - Mike Hodges, sceneggiatore, regista e drammaturgo britannico († 2022)
- 29 luglio - Nancy Landon Kassebaum, politica statunitense
- 29 luglio - Jan Notermans, calciatore e allenatore di calcio olandese († 2017)
- 29 luglio - Luigi Snozzi, architetto svizzero († 2020)
- 29 luglio - Katarina Taikon, scrittrice, attivista e attrice svedese († 1995)
- 30 luglio - Henri Biancheri, calciatore francese († 2019)
- 30 luglio - Emmanuel Crenn, ciclista su strada francese († 2020)
- 30 luglio - Bo Erias, cestista statunitense († 2007)
- 30 luglio - Gabriele Giannantoni, filosofo e politico italiano († 1998)
- 31 luglio - Erasmo Boiardi, politico e pedagogista italiano († 2010)
- 31 luglio - Giuseppe Cainero, ciclista su strada italiano († 2020)
- 31 luglio - Ted Cassidy, attore e doppiatore statunitense († 1979)
- 31 luglio - Sam Coppola, attore statunitense († 2012)
- 31 luglio - Akiko Dōmoto, politica giapponese
- 31 luglio - Elliott H. Lieb, matematico e fisico statunitense
- 31 luglio - Kristaq Rama, scultore albanese († 1998)
- 31 luglio - John Searle, filosofo statunitense